# Gloria Shea
Gloria Shea, de son vrai nom Olive Gloria Shea, est une actrice américaine née le 30 mai 1910 à New York (État de New York) et morte le 8 février 1995 à Jacksonville (Floride).

## Filmographie
- 1929 : Glorifying the American Girl
- 1932 : His Vacation de Bryan Foy
- 1932 : The Night Mayor de Ben Stoloff
- 1933 : The Fiddlin' Buckaroo de Ken Maynard
- 1933 : Dance Girl Dance de Frank R. Strayer
- 1933 : Alias the Professor de James W. Horne
- 1933 : Um-Pa de Archie Gottler
- 1933 : Women Won't Tell de Richard Thorpe
- 1933 : Strange People de Richard Thorpe
- 1933 : The Dude Bandit de George Melford
- 1933 : The Eleventh Commandment de George Melford
- 1933 : Dance, Girl, Dance de Frank R. Strayer
- 1933 : The Phantom of the Air de Ray Taylor
- 1934 : A Demon for Trouble de Robert F. Hill
- 1934 : Money Means Nothing de W. Christy Cabanne
- 1934 : Smoking Guns de Alan James
- 1934 : I Like it That Way de Harry Lachman
- 1934 : Big Time or Bust de Sam Newfield
- 1934 : The Oil Raider de Spencer Gordon Bennet
- 1934 : We're Rich Again de William A. Seiter
- 1934 : A Successful Failure d'Arthur Lubin
- 1934 : Laddie de George Stevens
- 1934 : Bolero de Wesley Ruggles
- 1935 : One Way Ticket de Herbert J. Biberman
- 1935 : Tomorrow's Youth de Charles Lamont
- 1935 : Great God Gold de Arthur Lubin
- 1935 : Men of Action de Alan James
- 1935 : Les Derniers Jours de Pompéi de Ernest B. Schoedsack
- 1936 : Le vagabond dangereux (Dangerous Intrigue) de David Selman :
- 1936 : Black Gold de Russell Hopton